# Stadtkirche Pößneck

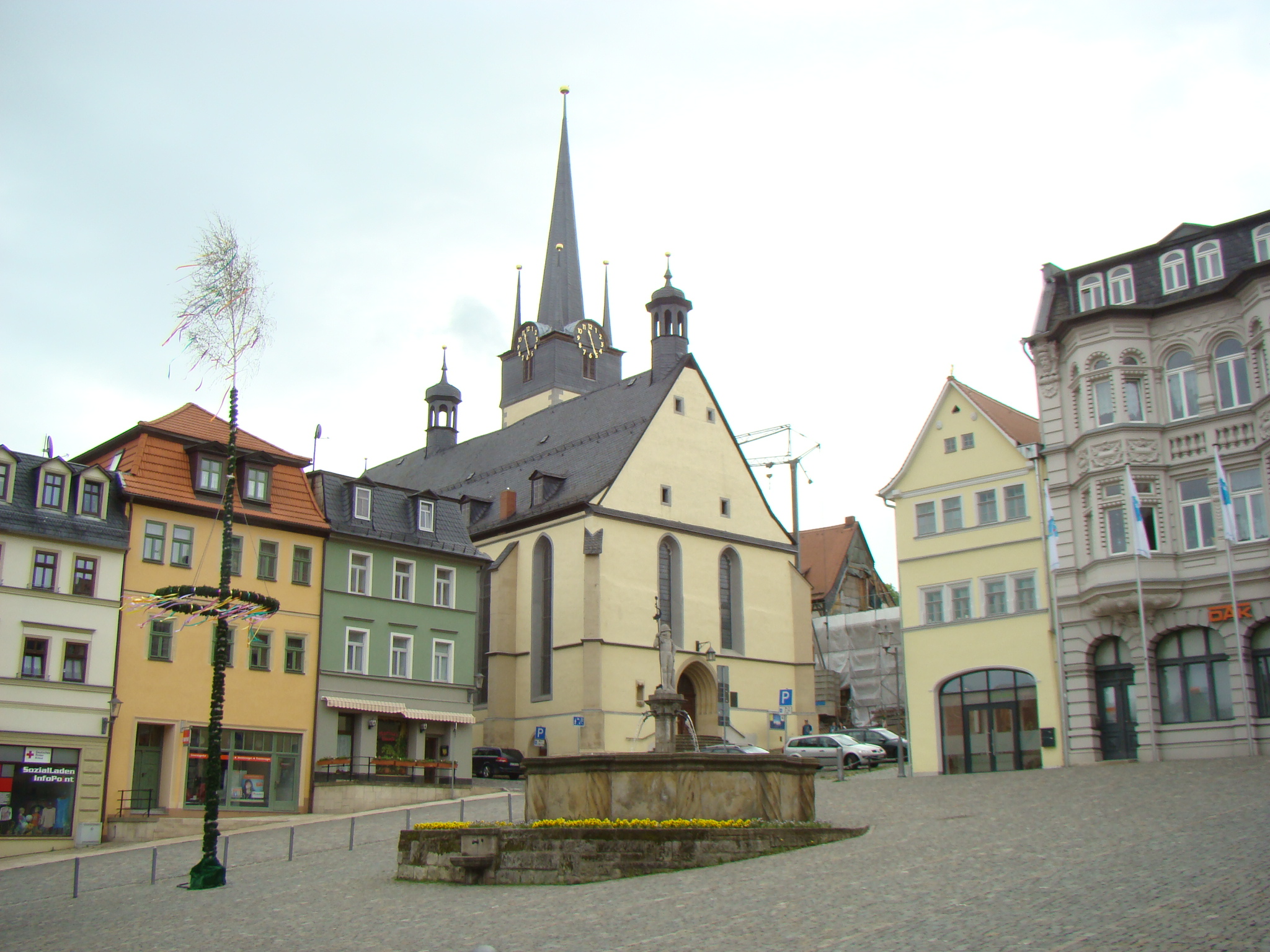
Stadtkirche Pößneck

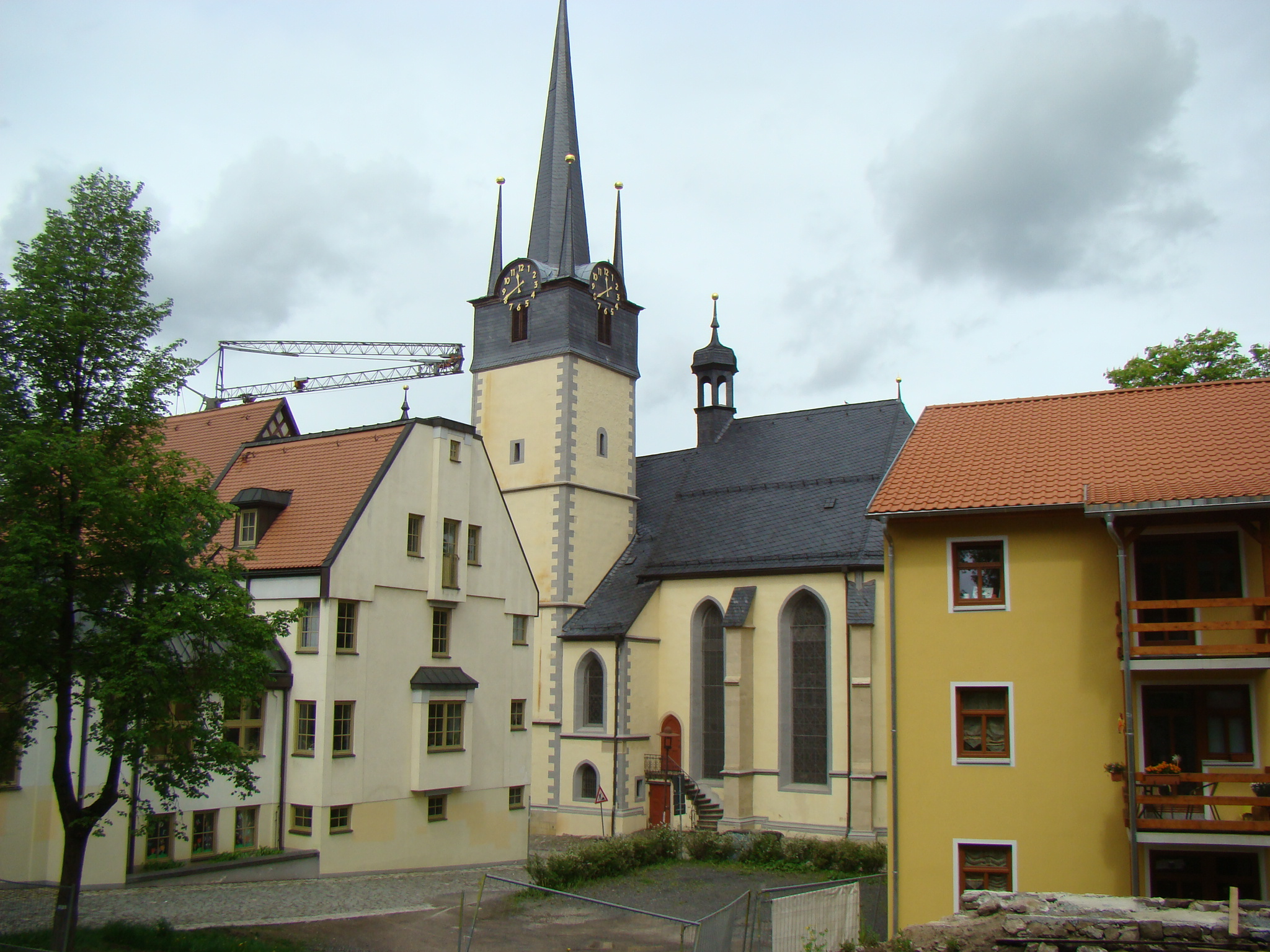
Ansicht von Südost

Die evangelische Stadtkirche Pößneck ist eine ursprünglich im gotischen Stil erbaute und später veränderte Kirche in Pößneck im Saale-Orla-Kreis in Thüringen. Sie gehört zur Evangelischen Kirchengemeinde Pößneck im Kirchenkreis Schleiz der Evangelischen Kirche in Mitteldeutschland.

## Geschichte und Architektur
Die Stadtkirche Pößneck wurde 1349 erstmals genannt. Das ursprüngliche Patrozinium war Bartholomäus und wurde später in Mauritius geändert. Bereits 1527 wurde die Reformation in Pößneck eingeführt. 
Die Kirche besteht aus einem langgestreckten, flachgedeckten Langhaus, in das im Südosten der Turm und eine Patronatsloge eingreifen und dem Chor mit Netzgewölbe, der vom Langhaus durch den Triumphbogen getrennt ist. Als Baubeginn ist das Jahr 1390 überliefert; darüber hinaus sind Inschriften am Bauwerk aus der zweiten Hälfte des 15. Jahrhunderts zu finden. Der schlichte Turm trägt einen Spitzhelm mit vier kleineren Spitzen. Auf dem Dach des Langhauses sitzen zwei Dachreiter mit Laterne und Haube.
Der Chor mit Fünfachtelschluss zeigt spätgotische Details, so zum Beispiel eine spätgotische Sakramentsnische. Weiter sind im Chor Reste mittelalterlicher Wandmalereien erhalten. Die Formen der Gewölberippen haben jedoch zu Zweifeln geführt, ob diese tatsächlich aus dem Mittelalter stammen. Möglicherweise wurde das Bauwerk durch Brände beschädigt, womit auch die Flachdecke des Langhauses und das Fehlen von Fenstermaßwerken zu erklären wäre. Das Innere ist vor allem durch eine Neugestaltung in den Jahren 1811 bis 1813 geprägt. Seit 1978 erfolgten Restaurierungsmaßnahmen.

## Ausstattung
Das Fehlen einer gotischen Ausstattung wird teils auf den Bildersturm von 1523, teils auf Brände zurückgeführt. Bei der erwähnten Neugestaltung wurde eine hölzerne Taufe in Empireformen hinzugefügt. Eine Besonderheit ist die Uhr mit Tierkreiszeichen in der Nordwand des Turms. Die weiteren Ausstattungsstücke wie Glasmalereien im Chor, Gestühl und Orgel stammen aus dem 19. Jahrhundert.

## Kreutzbach-Jehmlich-Orgel
Die Kirche hat eine der größten und bedeutendsten romantischen Orgeln Thüringens. Das Instrument mit neugotischem Prospekt wurde 1896 vom Orgelbaumeister Richard Kreutzbach mit 39 Registern erbaut. 1926 wurde es von der Orgelbaufirma Jehmlich auf 52 klingende Register erweitert.
2011 begann die Sanierung der Kreutzbach-Jehmlich-Orgel, sie dauerte vier Jahre und kostete mehr als 400.000 Euro (inkl. Einbau der elektronischen Setzeranlage). Zum Festgottesdienst anlässlich des Thüringentages 2015 in Pößneck am 26. Juni 2015 erfolgte die Orgelweihe.
Die Orgel verfügt über 52 Register auf drei Manualen und Pedal sowie über zwei Transmissionen. Die Disposition lautet wie folgt:
| I Hauptwerk C–a3 |                |        |   |
| 1.               | Principal      | 16′    | K |
| 2.               | Bordun         | 16′    | K |
| 3.               | Principal      | 8′     | K |
| 4.               | Portunalflöte  | 8′     | K |
| 5.               | Gambe          | 8′     | K |
| 6.               | Salicional     | 8′     |   |
| 7.               | Rohrflöte      | 8′     | K |
| 8.               | Quinte         | 5 1⁄3′ | K |
| 9.               | Octave         | 4′     | K |
| 10.              | Gemshorn       | 4′     | K |
| 11.              | Doublette      | 2′+1′  | K |
| 12.              | Sesquialter II |        | K |
| 13.              | Mixtur IV      | 2′     | K |
| 14.              | Cornett II–IV  |        | K |
| 15.              | Fagott         | 16′    | K |
| 16.              | Trompete       | 8′     | K |

| II Schwellwerk I C–a3 |                     |       |   |
| 17.                   | Gedackt             | 16′   | K |
| 18.                   | Principal           | 8′    | K |
| 19.                   | Konzertflöte        | 8′    | K |
| 20.                   | Fugara              | 8′    |   |
| 21.                   | Schwebeflöte        | 8′    |   |
| 22.                   | Zartflöte           | 8′    |   |
| 23.                   | Bordun              | 8′    | K |
| 24.                   | Viola d´amour       | 8′    |   |
| 25.                   | Octave              | 4′    | K |
| 26.                   | Rohrflöte           | 4′    | K |
| 27.                   | Rauschquinte        | 2 ⁄3′ | K |
| 28.                   | Harmonia äthera III |       | K |
| 29.                   | Oboe                | 8′    | K |

| III Schwellwerk II C–a3 |                    |       |   |
| 30.                     | Dolce              | 16′   |   |
| 31.                     | Geigenprincipal    | 8′    |   |
| 32.                     | Gemshorn           | 8′    | K |
| 33.                     | Liebl. Gedackt     | 8′    | K |
| 34.                     | Quintatön          | 8′    |   |
| 35.                     | Violine            | 8′    |   |
| 36.                     | Vox cöleste (ab c) | 8′    | K |
| 37.                     | Aeoline            | 8′    |   |
| 38.                     | Fugara             | 4′    | K |
| 39.                     | Traversflöte       | 4′    | K |
| 40.                     | Rohrquinte         | 2 ⁄3′ |   |
| 41.                     | Piccolo            | 2′    |   |
| 42.                     | Clarinette         | 8′    |   |

| Pedal C–f1 |                        |         |   |
| 43.        | Violonbass             | 16′     | K |
| 44.        | Contrabass             | 16′     | K |
| 45.        | Subbaß                 | 16′     | K |
|            | Gedacktbass (= Nr. 17) | 16′     |   |
|            | Dolcebass (= Nr. 30)   | 16′     |   |
| 46.        | Principalbass          | 8′      | K |
| 47.        | Violoncello            | 8′      |   |
| 48.        | Gedacktbass            | 8′      | K |
| 49.        | Quintenbass            | 10 2⁄3′ | K |
| 50.        | Posaunenbass           | 16′     | K |
| 51.        | Trompetenbass          | 8′      | K |
| 52.        | Bassethorn             | 4′      | K |

- Normalkoppeln: II/I, III/I, III/II, I/P, II/P, III/P, Generalkoppel
- Oktavkoppeln: Ober II/I, Ober III/II, Ober III/III, Unter II/I, Unter III/II, Pedal-Tenor, Koppelausschalter
- Spielhilfen: Druckregister Ausschalter, Crescendo Ausschalter, Rohrwerk Ausschalter, Pedalausschalter, Manual 16′ ab, 5 freie Kombinationen, feste Kombinationen (p, mf, f, ff), Crescendowalze, elektronische Setzeranlage System EULE mit 10.000 Kombinationen, Speicherkarte und Sequenzer

AnmerkungDie mit K bezeichneten Register stammen nachweislich aus der Kreutzbach-Orgel von 1896

## Geläut
Das Geläut hat drei Kirchenglocken. 
Die älteste stammt aus der Zeit vor der Reformation: Ihr umfangreicher Textschmuck wurde abgeschliffen, so dass keine genaue Aussage mehr über ihr Gussjahr möglich ist. Sie soll aus der Zeit um 1350 stammen. Die reichlich angebrachten Medaillons mit Heiligenbildern und ähnlichem blieben erhalten. Die Glocke ist ein Zeugnis des Bildersturms der Reformationszeit. 
Die anderen beiden sind Stahl-Glocken, 1956 in Apolda gegossen.